# افزونه وردپرس
افزونه وردپرس یا پلاگین وردپرس (به انگلیسی: wordpress plugin) در واقع یک نرم‌افزار کوچک شامل گروهی از توابع است که می‌تواند در وبگاه‌های وردپرسی اضافه شود. افزونه‌ها به زبان پی‌اچ‌پی نوشته شده و با وردپرس یکپارچه می‌شوند، آنها کارکرد یا ویژگی‌های تازه‌ای به وبگاه وردپرسی اضافه می‌کنند. حدوداً بیش از ۱ میلیون افزونه برای وردپرس وجود دارد. تا اواخر سال ۲۰۲۲ نزدیک به ۶۰ هزار افزونه رایگان قابل دریافت،در وبگاه رسمی وردپرس ثبت شدند.
همچنین لازم به توضیح است که در استفاده از افزونه‌های وردپرس باید احتیاط لازم را داشت تا وبگاه دچار چالش‌های امنیتی نشود.
همچنین گاهی دو یا چند افزونه می‌توانند در حضور هم ایجاد اختلال نمایند که به اصطلاح تداخل دو افزونه یا پلاگین می‌گویند. در بسیاری از افزونه‌های فعال در وردپرس یافتن عوامل مشکل‌زا می‌تواند مقداری دشوار باشد. لذا پیشنهاد می‌شود از افزونه‌های اوریجینال (به انگلیسی: orginal) و محبوب استفاده شود.
این عبارت بیشتر به غلط با افزایه اشتباه گرفته می‌شود. افزونه و افزایه هر دو نوعی از برافزا هستند. گاهی به افزونه وردپرس، الحاقیه نیز گفته می‌شود.

## انواع افزونه‌های وردپرس
وردپرس دارای انواع افزونه است.
- افزونه‌های فروشگاهی: برای ایجاد فروشگاه‌های آنلاین و مدیریت محصولات، سفارشات و پرداخت‌ها.
- افزونه‌های سئو: برای بهبود بهینه‌سازی موتورهای جستجوی وبگاه و افزایش رتبه‌بندی در نتایج جستجو. (مانند: افزونه Yoast SEO و افزونه رنک مث) این نوع پلاگین‌ها جزو افزونه‌های کاربردی وردپرس محسوب می‌شوند.
- افزونه امنیتی: برای محافظت از وبگاه در برابر تهدیدهای امنیتی و هکرها.
- افزونه وردپرس کَش: برای بهبود سرعت و عملکرد وبگاه.
- افزونه وردپرس فرم‌ساز: برای ایجاد فرم‌های تماس، نظرسنجی‌ها و فرم‌های سفارشی در وبگاه.
- افزونه‌های شبکه‌های اجتماعی: برای اتصال و نمایش پروفایل‌ها و مطالب شبکه‌های اجتماعی در وبگاه.
- افزونه‌های چند زبانه کردن وبگاه: برای ترجمه و چندزبانی وبگاه. (افزونه‌هایی مانند WPML و افزونه TranslatePress یا Polylang)
- افزونه‌های تحلیل و آمار: برای نظارت بر بازدیدکنندگان و آمار وبگاه. (مانند Google Analytics for WordPress)
- افزونه‌های نمایش نوشته‌ها و پست‌ها: برای سفارشی‌سازی نمایش مطالب و نوشته‌ها در وبگاه. (مانند Advanced Custom Fields)[۱۳]
- عمدتاً افزونه‌هایی هستند که اختصاصی هستند یعنی قابلیت دانلود ندارند بر حسب عملکرد وبگاه شخصی‌سازی می‌شوند.

## بهترین افزونه‌های وردپرسی

### Yoast SEO
افزونه Yoast SEO یکی از پرطرفدارترین و بهترین افزونه‌های وردپرس است که به بهینه‌سازی وبگاه برای موتورهای جستجو کمک می‌کند. این افزونه شامل ویژگی‌هایی مانند تنظیم عنوان‌ها و توضیحات متا، ایجاد نقشه وبگاه، مدیریت فایل‌های robots.txt و غیره است.

### Elementor
افزونه المنتور یک صفحه‌ساز بصری برای وردپرس است که به کاربر امکان می‌دهد صفحات و نوشته‌های خود را به سادگی و بدون نیاز به دانش برنامه‌نویسی طراحی کند. با این افزونه می‌تواند از المان‌ها و قالب‌های آماده استفاده کنید یا آن‌ها را ویرایش کند.

### WooCommerce
افزونه ووکامرس یکی از قوی‌ترین و پراستفاده‌ترین افزونه‌های فروشگاه ساز برای وردپرس است. این افزونه امکان می‌دهد کاربر فروشگاه آنلاین خود را ایجاد کرده و محصولات، مدیریت سفارشات، پرداخت‌ها و … را به راحتی مدیریت کند.

### Akismet
افزونه Akismet یک افزونه مهم برای مدیریت کامنت‌های وردپرس است. این افزونه به کاربر کمک می‌کند از اسپم‌ها و نظرات غیرمجاز در وبگاه شما جلوگیری کند.

### WP Super Cache
کاربر با استفاده از افزونه WP Super Cache می‌تواند سرعت بارگذاری صفحات وبگاه خود را افزایش دهد. این افزونه به صورت خودکار صفحات را به فایل‌های استاتیک تبدیل می‌کند که باعث افزایش سرعت بارگذاری می‌شود.

### Jetpack
افزونه Jetpack یک افزونه چندمنظوره است که شامل ابزارهای مختلفی برای بهبود امنیت، نظارت بر وضعیت وبگاه، افزایش سرعت بارگذاری و… است.

### UpdraftPlus
افزونه UpdraftPlus یک افزونه پشتیبان‌گیری و بازیابی ساده و کارآمد برای وردپرس است. کاربر با استفاده از این افزونه می‌تواند به راحتی نسخه‌های پشتیبان از وبگاه خود را ایجاد کرده و در صورت نیاز بازگردانی کند.

### Wordfence Security
افزونه Wordfence Security به کاربر کمک می‌کند از نقاط ضعف امنیتی وبگاه در برابر حملات مخرب و هکرها محافظت کند. این افزونه دارای ویژگی‌هایی مانند دیوار آتش، مسدود کردن آی‌پی‌های مشکوک و اسکن فایل‌ها برای شناسایی تهدیدات است.

### WPForms
افزونه WPForms یکی از بهترین افزونه‌های ساخت فرم برای وردپرس است. کاربر با استفاده از این افزونه می‌تواند به راحتی فرم‌های تماس، نظرسنجی و … را طراحی و اضافه کند.

### Google Analytics Dashboard for WP by ExactMetrics
کاربر با استفاده از این افزونه می‌تواند به راحتی آمار و اطلاعات مربوط به بازدیدکنندگان و استفاده‌کنندگان وبگاه خود را در داشبورد وردپرس مشاهده کند. این افزونه ارتباط مستقیم با Google Analytics برقرار می‌کند.

### LiteSpeed Cache
افزونه LiteSpeed Cache که با نام LSCache هم شناخته می‌شود، یک افزونه کَش و بهبود عملکرد برای وبگاه‌ها است که مختص وب‌سرور لایت اسپید (LiteSpeed Web Server) توسعه داده شده است.

### wp Rocket
افزونه راکت (WP Rocket) یکی از بهترین افزونه‌های بهینه‌سازی و performance وبگاه است که مختص سیستم مدیریت محتوا وردپرس (WordPress) طراحی و توسعه داده شده است. این افزونه، مختص وب‌سرورهای Apache و nginx است و به خاطر کدنویسی قدرتمند و سادگی در استفاده، به یکی از بهترین افزونه‌های بهینه‌سازی سرعت وبگاه تبدیل شده است.

## عملکرد افزونه ها در وب سرور های مختلف
عملکرد افزونه‌های وردپرس می‌تواند تحت‌تأثیر نوع میزبانی و وب‌سرور قرار گیرد. به‌عنوان نمونه، برخی شرکت‌های میزبانی که پشتیبانی بهتری از سرورهای ترکیبی Apache/Nginx ارائه می‌دهند، سازگاری بیشتری با افزونه‌های سنگین دارند. همچنین برخی سرویس‌دهنده‌ها به‌طور خاص با هدف بهینه‌سازی برای افزونه‌های خاص وردپرس معرفی شده‌اند.

## افزونه و افزایه
افزونه‌ها کمی با افزایه‌ها (به انگلیسی: Plug-in) متفاوتند. بر خلاف افزایه‌ها که معمولاً از واسط کاربری برنامه کاربردی استفاده می‌کنند و چارچوبی معین برای عملکردهایشان دارند، افزونه‌ها معمولاً محدودیت کمتری داشته و بعضاً واسط کاربری مربوط به خود را دارند. و همین‌طور افزایه‌ها دارای قابلیت‌های محدودتری هستند.
افزونه (به انگلیسی: Plug-in) یا گاهی پلاگین برنامه‌ای در یک پرونده است که برای افزایش قابلیت‌ها یا داده‌های موجود در یک برنامهٔ پایه‌ای‌تر استفاده می‌شود. در واقع نوعی فهرست دستورهایی است که به صورت مستقیم در برنامه شامل می‌شود. هنگام نصب آن احتمالاً خواسته می‌شود که یک یا چند مرحله برای تکمیل نصب پیموده شود که گاه نیز به صورت خودکار این مراحل انجام می‌شود.